# Long Bank
Long Bank ist ein Ort im Stann Creek District von Belize. 2000 hatte der Ort 164 Einwohner.

## Geographie
Der Ort liegt am Nordufer des North Stann Creek Im Nordwesten erstreckt sich das Grants Works Forest Reserve.
Die nächstgelegenen Orte sind Dangriga im Osten, Sarawee und Silk Grass im Südwesten un Melinda, Hope Creek und Mullins River im Nordwesten.

### Wirtschaft und Infrastruktur
In der Umgebung von Long Bank (im Stann Creek Valley) werden Zitrusfrüchte angebaut.

### Verkehr
Die Straße durch Long Bank führt im Nordwesten nach Melinda an den Hummingbird Highway und im Südosten nach Dangriga.